# Jerzy Krochmalski
Jerzy Krochmalski (ur. 1915, zm. 26 września 1999) – polski działacz państwowy, przewodniczący Prezydium Miejskiej Rady Narodowej w Białymstoku (1958–1965).

## Życiorys
Syn Feliksa. Ukończył studia magisterskie, należał do Związku Zawodowego Pracowników Państwowych. Działał również w Związku Ochotniczych Straży Pożarnych, m.in. jako delegat województwa białostockiego na zjazd krajowy.
Należał do Polskiej Partii Robotniczej i Polskiej Zjednoczonej Partii Robotniczej, zasiadał w egzekutywie Komitetu Miejskiego PZPR w Białymstoku. Między styczniem a lipcem 1945 zasiadał jako ławnik w zarządzie miejskim Suwałk, a od stycznia do listopada 1945 należał do Miejskiej Radzie Narodowej w Suwałkach. Od drugiej połowy 1958 do 1964 zajmował stanowisko przewodniczącego Prezydium Miejskiej Rady Narodowej w Białymstoku. Jako przewodniczący MRN uczestniczył m.in. w białostockiej części Światowego Kongresu Esperanto w 1959.

## Życie prywatne
Był żonaty z profesor laryngologii Emilią Krochmalską (1920–2007). Mieli córkę Lucynę Kieracińską, okulistkę, i syna Ryszarda, absolwenta Politechniki Warszawskiej. Został pochowany na cmentarzu farnym w Białymstoku.

## Odznaczenia
Odznaczony Srebrnym Krzyżem Zasługi (1954).